# Plano afín
En geometría, un plano afín es un sistema de puntos y rectas que satisfacen los siguientes axiomas:
- Dos puntos distintos se encuentran en una única recta.
- Cada recta tiene al menos dos puntos.
- Dada cualquier recta y cualquier punto no perteneciente a la misma, existe una única recta que contiene al punto y no se corta con la recta dada (axioma de Playfair).
- Existen tres puntos no-colineares (puntos no situados en una sola recta).

En un plano afín, dos rectas se llaman "paralelas" si son iguales (todos sus puntos coinciden) o disjuntas (no tienen ningún punto en común). Utilizando esta definición, el axioma de Playfair puede ser reemplazado por la expresión:
- Dados un punto y una recta, existe una única recta que contiene al punto y es paralela a la recta dada.

El paralelismo es un relación de equivalencia entre las rectas de un plano afín.
Dado que en los axiomas no intervienen conceptos distintos de los que implican la relación entre puntos y rectas, un plano afín es un objeto de estudio perteneciente a la geometría de incidencia. Son espacios lineales no degenerados que satisfacen el axioma de Playfair.
El familiar espacio euclídeo bidimensional es un plano afín. Hay muchos planos afines finitos e infinitos. Además de planos afines sobre cuerpos (y anillos de división), también existen muchos planos no Desarguesianos, no derivados de coordenadas en un anillo de división, satisfaciendo estos axiomas. El plano de Moulton es uno de estos ejemplos.

## Planos afines finitos

Plano afín de orden 3
9 puntos, 12 líneas

Si el número de puntos en un plano afín es finito, entonces si una línea del plano contiene n puntos, se tiene que:
- Cada línea contiene n puntos,
- Cada punto está contenido en n + 1 líneas,
- Hay n2 puntos en total, y
- Hay un total de n2 + n líneas.

El número n se llama el  orden  del plano afín.
Todos los planos afines finitos conocidos tienen órdenes que son números enteros primos o potencias de números primos. El plano afín más pequeño (de orden 2) se obtiene quitando una línea y los tres puntos en esa línea al plano de Fano. Una construcción similar, a partir del plano proyectivo de orden tres, produce el plano afín de orden tres (en ocasiones denominado configuración de Hesse). Un plano afín de orden n existe si y solo si, también existe un plano proyectivo de orden n (sin embargo, la definición de orden en estos dos casos no es la misma). Por lo tanto, no existen planos afines de orden 6 o de orden 10, ya que no hay planos proyectivos de estos órdenes. El teorema de  Bruck–Ryser–Chowla proporciona otras limitaciones en el orden de un plano proyectivo y, por lo tanto, en el orden de un plano afín.
Las n2 + n líneas de un plano afín de orden n se agrupan en n + 1 clases de equivalencia de n líneas cada una bajo la relación de equivalencia del paralelismo. Estas clases se llaman "clases paralelas" de líneas. Las líneas de cualquier clase paralela forman una partición de los puntos del plano afín. Cada una de las n + 1 líneas que pasan a través de un único punto se encuentra en una clase paralela diferente.
La estructura de clases paralelas de un plano afín de orden n se puede utilizar para construir un conjunto de n − 1 cuadrados greco-latinos. Solo las relaciones de incidencia son necesarias para definir esta construcción.

## Relación con planos proyectivos
Un plano afín se puede obtener de cualquier plano proyectivo mediante la eliminación de una línea y todos los puntos en ella, y por el contrario cualquier plano afín se puede utilizar para construir un plano proyectivo mediante la adición de un línea del infinito, en la que cada uno de sus puntos es un punto del infinito, donde coinciden las líneas paralelas de una clase de equivalencia.
Si el plano proyectivo es no Desarguesiano, la eliminación de diferentes líneas podría resultar en planos afines no isomorfos. Por ejemplo, hay exactamente cuatro planos proyectivos de orden nueve y siete planos afines de orden nueve. Solo hay un plano afín correspondiente al de orden nueve, ya que el plano proyectivo actúa como un grupo colinear sobre las líneas del plano transitivamente. Cada uno de los tres planos no-Desarguesianos de orden nueve tiene grupos de colineación que poseen dos órbitas en las líneas, produciendo dos planos afines no isomórficos de orden nueve, dependiendo de la órbita en la que se seleccione la línea a ser eliminada.

## Planos de traslación afines
Una línea l en un plano proyectivo Π es una línea de traslación si el grupo de elaciones con eje l actúa transitivamente sobre los puntos del plano afín obtenido quitando l del plano Π. Un plano proyectivo con una línea de traslación se denomina "plano de traslación" y el plano afín obtenido al extraer la línea de traslación se denomina "plano de traslación afín". Mientras que en general es a menudo más fácil trabajar con los planos proyectivos, en este contexto los planos afines se prefieren y varios autores utilizan simplemente el término plano de la traslación para referirse al plano de la traslación afín.
Una visión alternativa de los planos de traslación afines se puede obtener de la siguiente manera: Sea V un espacio vectorial 2n-dimensional sobre un cuerpo F. Una extensión de V es un conjunto S de subespacios n-dimensionales de V que establecen una partición de los vectores no-nulos de V. Los miembros de S son llamados los componentes de la extensión, y si Vi y Vj son componentes distintos, entonces Vi ⊕ Vj = V. Sea A la estructura de incidencia cuyos puntos son los vectores de V y cuyas líneas son los conjuntos de componentes, es decir, conjuntos de la forma v + U donde v es un vector de V y U es un componente de la extensión S. Entonces:
A es un plano afín y el grupo de traslaciones x → x + w para un vector w es un grupo de automorfismos actuando regularmente en los puntos de este plano.

## Generalización:k-redes
Una estructura de incidencia más general que un plano afín finito es una k-red de orden n. Esto consiste en un conjunto de puntos n2 y líneas nk tales que:
- El paralelismo (como se define en los planos afines) es una relación de equivalencia en el conjunto de líneas.
- Cada línea tiene exactamente n puntos, y cada clase paralela tiene n líneas (por lo que cada clase paralela de líneas divide el conjunto de puntos).
- Hay k clases paralelas de líneas. Cada punto se encuentra exactamente en las líneas k, una de cada clase paralela.

Una (n + 1)-red de orden n es precisamente un plano afín de orden n.
Una k-red de orden n es equivalente a un conjunto de k − 2 cuadrados latinos ortogonales mutuamente de orden n.

### Ejemplo: redes de traslación
Para un cuerpo arbitrario F, se define Σ como un conjunto de subespacios n-dimensionales del espacio vectorial F2n, tales que dos cualquiera de ellos se intersecan solo en {0} (denominado extensión parcial). Los miembros de Σ, y sus conjuntos asociados en F2n, forman las líneas de una red de traslación sobre los puntos de F2n. Si | Σ | = k entonces es una k-net de orden | Fn |. Comenzando con un plano de traslación afín, cualquier subconjunto de las clases paralelas formará una red de traslación.
Dada una red de traslación, no siempre es posible añadir clases paralelas a la red para formar un plano afín. Sin embargo, si F es un campo infinito, cualquier propagación parcial Σ con menos de | F | miembros puede ser extendida y la red de traslación puede ser completada a un plano de traslación afín.

## Los códigos geométricos
Dada la matriz de incidencia "líneas/puntos" de cualquier estructura de incidencia finita, M, y cualquier cuerpo F, el espacio fila de M sobre F es un código lineal que puede denotarse por C = CF(M). Otro código relacionado que contiene información sobre la estructura de incidencia es el recubrimiento de C que se define como:
{\displaystyle \operatorname {Recubrimiento} (C)=C\cap C^{\perp },}
donde C⊥ es el código ortogonal de C.
No se puede decir mucho acerca de estos códigos en este nivel de generalidad, pero si la estructura de incidencia tiene cierta "regularidad", los códigos producidos de esta manera pueden ser analizados y la información sobre los códigos y las estructuras de incidencia pueden ser obtenidas entre sí. Cuando la estructura de incidencia es un plano afín finito, los códigos pertenecen a una clase de códigos conocidos como "códigos geométricos". La cantidad de información que el código lleva sobre el plano afín depende en parte de la elección del campo. Si la característica del campo no es divisor del orden del plano, el código generado es el espacio completo y no lleva ninguna información. Por otro lado,
- Si π es un plano afín de orden n y F es un campo de característica p, donde p divide n, entonces el peso mínimo del código B = Recubrimiento(CF(π))⊥ es n y todos los vectores de peso mínimo son múltiplos constantes de vectores cuyas entradas son cero o uno.

Además,
- Si π es un plano afín de orden p y F es un cuerpo de característica p, entonces C = Recubrimiento(CF(π))⊥ y los vectores de peso mínimo son precisamente los múltiplos escalares de los (vectores de incidencia de) las líneas de π.

Cuando π = AG(2, q), el código geométrico generado es un código de Reed-Muller q-ario.

## Espacios afines
Los espacios afines pueden definirse de manera análoga a la construcción de planos afines a partir de planos proyectivos. También es posible proporcionar un sistema de axiomas para los espacios afines de dimensiones superiores que no se refieren a los correspondientes espacios proyectivos.

## Lecturas relacionadas
- Casse, Rey (2006), Projective Geometry: An Introduction, Oxford: Oxford University Press, ISBN 0-19-929886-6.
- Dembowski, Peter (1968), Finite Geometries, Berlin: Springer Verlag.
- Kárteszi, F. (1976), Introduction to Finite Geometries, Amsterdam: North-Holland, ISBN 0-7204-2832-7.
- Lindner, Charles C.; Rodger, Christopher A. (1997), Design Theory, CRC Press, ISBN 0-8493-3986-3.
- Lüneburg, Heinz (1980), Translation Planes, Berlin: Springer Verlag, ISBN 0-387-09614-0.
- Stevenson, Frederick W. (1972), Projective Planes, San Francisco: W.H. Freeman and Company, ISBN 0-7167-0443-9.

- Datos: Q382491